# Величко Валентин Володимирович
Валенти́н Володи́мирович Вели́чко (біл. Валянцін Уладзімеравіч Вялічка; 15 червня 1944, Воложинський район, Мінська область, Білоруська РСР, СРСР — 9 березня 2018) — білоруський дипломат. Надзвичайний і Повноважний Посол Республіки Білорусь в Україні (2001—2016). Кандидат економічних наук.

## Життєпис
Народився 15 червня 1944 року в Воложинському районі, Мінська область, Білоруська РСР. Закінчив Ленінградський технологічний інститут, аспірантуру Академії суспільних наук при ЦК КПРС. Кандидат економічних наук.
З 1962 — машиніст холодильних установок Брестського молочного, потім Гомельського м'ясокомбінату;
З 1968 по 1979 — перший секретар Новобілицького райкому комсомолу Гомеля, другий секретар Гомельського міськкому комсомолу, другий, перший секретар Гомельського обкому комсомолу;
З 1972 — закінчив Ленінградський технологічний інститут холодильної промисловості;
З 1979 по 1982 — аспірант Академії суспільних наук при ЦК КПРС;
З 1982 по 1983 — секретар Гомельської облпрофради;
З 1983 по 1985 — голова Совєтського райвиконкому;
З 1985 по 1989 — перший секретар Совєтського райкому партії м. Гомеля;
З 1989 — заступник голови Гомельського облвиконкому;
З 1990 по 1993 — голова об'єднання профспілок Гомельської області;
З 1993 по 1997 — Надзвичайний і Повноважний Посол Республіки Білорусь в Латвійській Республіці;
З 1997 по 1998 — міністр у справах Співдружності Незалежних Держав Республіки Білорусь;
З 1999 по 2001 — перший заступник міністра закордонних справ Республіки Білорусь;
З 8 червня 2001 — 13 червня 2016 — Надзвичайний і Повноважний Посол Республіки Білорусь в Україні.